# Таймазов Тимур Борисович
Тимур Борисович Таймазов (8 вересня 1970, Ногір, Північна Осетія) — український важкоатлет, олімпійський чемпіон. Заслужений майстер спорту України (1992).

## Біографія
Народився в Північній Осетії. Важкою атлетикою почав займатися з дитинства під керівництвом рекордсменів світу Фелікса і Віктора Нанієвих. В 17 років стає майстром спорту СРСР, а потім майстром спорту міжнародного класу, переможцем юнацьких змагань республіки, РРФСР і Радянського Союзу.
У 1989 р. призивається в армію. Службу проходив в Україні, де продовжував тренуватися. Тренувався у Михайла Мацьохи. Був включений у збірну команду України, у складі якої виступав на багатьох змаганнях союзного та світового масштабу.
Закінчив Хмельницький технологічний інститут, Північно-Осетинський державний університет імені К. Л. Хетагурова за спеціальністю «бухоблік, контроль і аналіз господарської діяльності» і Всеросійську державну податкову академію за спеціальністю «юрист».
Був депутатом Парламенту Республіки Північна Осетія-Аланія по Єдиному республіканському виборчому округу від Північно-Осетинського регіонального відділення Всеросійської політичної партії «Єдина Росія».
У червні 2009 року Тимур Таймазов призначений на посаду керівника Управління Федеральної податкової служби по Республіці Північна Осетія-Аланія.

## Спортивні здобутки
Тимур Таймазов здобув олімпійське золото на Олімпіаді в Атланті. На Олімпіаді в Барселоні, представляючи Україну у складі Об'єднаної команди, він отримав срібну медаль.

## Родина
Молодший брат Тимура Артур Таймазов — борець вільного стилю, який виступає за Узбекистан, — триразовий олімпійський чемпіон. Золоті олімпійські медалі він завоював у боротьбі на Олімпіадах в Афінах, Пекіні та Лондоні.

## Державні нагороди
- Почесна відзнака Президента України (12 вересня 1995) — за видатні спортивні здобутки, особистий внесок в утвердження авторитету і світового визнання українського спорту[3]
- Відзнака Президента України — хрест «За мужність» (7 серпня 1996) — за видатні спортивні перемоги на XXVI літніх Олімпійських іграх в Атланті, особистий внесок у піднесення авторитету і престижу України у світі[4]